# Лука Сучић (племић)
Лука Сучић (Била код Ливна, 1648 — ?) био је заповедник Суботице и граничарски капетан.

## Биографија
Потекао је из племените породице Сучић из ливањског краја. Матија Павао Сучић наводи да је рођен у Албани у Босни око 1648. што је у ствари Била (лат. alba = бела) код Ливна. Један је од предводника Буњеваца у сеоби у Угарску.
Предводио је Буњевце у борбама против Турака у Бачкој 1687—1688. године. Истакао се у бици код Сенте 1697. године.
За заслуге у рату против Турака добио је од цара Леополда I потврду племства своје породице 1690. године. Бачка жупанија му је потврдила племство 1718. године.
Заједно са буњевачким вођама Дујом Марковић и Ђуром Видаковић обратио се у пролеће 1699. године Дворском ратном с молбом да се његови сународници због заслуга у рату против Турака ослободе пореза и зимског приреза. Међутим, одговор на ову молбу је изостао.